# Wereldkampioenschappen kunstschaatsen 2011

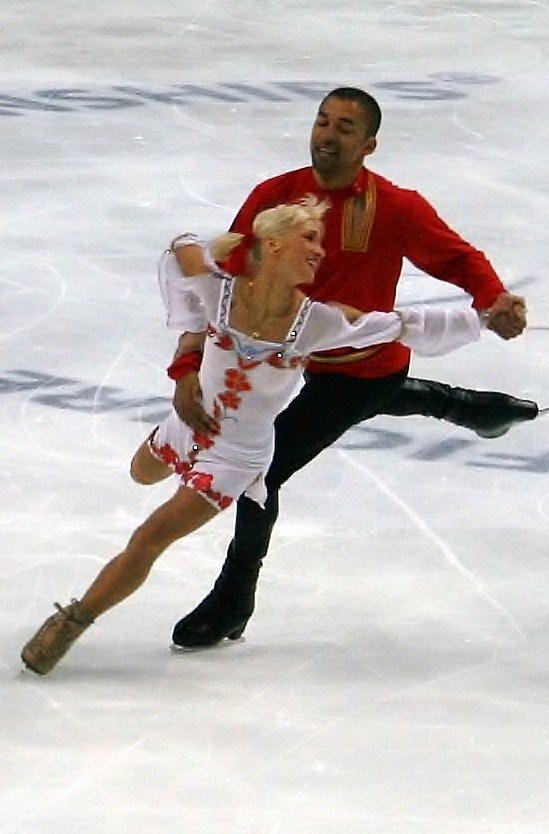
Goudenmedaillewinnaars Aliona Savchenko en Robin Szolkowy in actie

De Wereldkampioenschappen kunstschaatsen 2011 werden gevormd door vier toernooien die door de Internationale Schaatsunie (ISU) werden georganiseerd.

## Geschiedenis
Voor de mannen was het de 101e editie, voor de vrouwen de 91e, voor de paren de 89e en voor de ijsdansers de 59e editie. De kampioenschappen vonden plaats van 25 tot en met 30 april in Moskou, Rusland. Het was de tweede keer dat de wereldkampioenschappen in Moskou plaatsvonden, in 2005 was de eerste keer. Rusland was voor de vijfde keer het gastland, in 1896 en 1903 werden de kampioenschappen voor de mannen en in 1908 het kampioenschap voor paren georganiseerd in Sint-Petersburg in toen nog het Keizerrijk Rusland.
Oorspronkelijk had de stad Nagano de organisatie toegewezen gekregen. De Japanse Schaatsfederatie (JSF) verplaatste het evenement later naar de hoofdstad Tokio waar het voor de periode van 21 tot en met 27 maart op de sportkalender stond. Vanwege de zeebeving op 11 maart en het daaropvolgende kernramp van Fukushima werd van de organisatie in Japan afgezien.
| Programma | Programma        | Programma        | Programma         | Programma          | Programma        | Programma         | Programma    |
| --------- | ---------------- | ---------------- | ----------------- | ------------------ | ---------------- | ----------------- | ------------ |
|           | maandag 25 april | dinsdag 26 april | woensdag 27 april | donderdag 28 april | vrijdag 29 april | zaterdag 30 april | zondag 1 mei |
| Mannen    | kwalificatie *   |                  | korte kür         | lange kür          |                  |                   | Gala         |
| Paren     |                  |                  | korte kür         | lange kür          |                  |                   | Gala         |
| Vrouwen   |                  | kwalificatie *   |                   |                    | korte kür        | lange kür         | Gala         |
| IJsdansen | kwalificatie *   |                  |                   |                    | korte kür        | lange kür         | Gala         |

* De kwalificatie maakte geen deel uit van de officiële wedstrijden.

### Deelname
Elk bij de ISU aangesloten land kon één schaatser/één paar aanmelden per kampioenschap. Extra startplaatsen (met en maximum van drie per kampioenschap) zijn verdiend op basis van de eindklasseringen op het WK van 2010.
Voor België namen Kevin Van der Perren en debutant Jorik Hendrickx deel bij de mannen en bij de vrouwen debutante Ira Vannut. Ook de Britse echtgenote van Van der Perren, Jenna McCorkell, nam deel aan dit WK.
Deelnemende landen
Er namen deelnemers uit 43 landen deel aan de kampioenschappen. Er werden 140 startplaatsen ingevuld.
(Tussen haakjes het totaal aantal startplaatsen in de vier toernooien.)
| Canada (10) Verenigde Staten (10) Japan (8) Rusland (8) Italië (7) China (6) Frankrijk (6) Duitsland (5) Verenigd Koninkrijk (5) | Bulgarije (4) Hongarije (4) Oostenrijk (4) Tsjechië (4) Zweden (4) Australië (3) België (3) Denemarken (3) Finland (3) | Israël (3) Oekraïne (3) Spanje (3) Wit-Rusland (3) Zuid-Korea (3) Zwitserland (3) Estland (2) Georgië (2) Hongkong (2) | Mexico (2) Taiwan (2) Turkije (2) Armenië (1) Filipijnen (1) Griekenland (1) Ierland (1) Kazachstan (1) | Litouwen (1) Monaco (1) Oezbekistan (1) Roemenië (1) Servië (1) Slovenië (1) Thailand (1) Zuid-Afrika (1) |

Israël was het enige land dat het recht van een extra startplaats niet invulde, de tweede startplaats bij het ijsdansen werd niet ingevuld.

### Medailleverdeling
Bij de mannen werd Patrick Chan de 43e man en de zesde Canadees die de wereldtitel veroverde. Hij trad hiermee in de voetsporen van zijn landgenoten Donald Jackson (1962, 1963), Brian Orser (1987), Kurt Browning (1989-1991, 1993), Elvis Stojko (1994, 1995, 1997) en Jeffrey Buttle (2008). Voor Chan was het zijn derde WK medaille, in 2009 en 2010 werd hij beide keren tweede. De beide mannen op de plaatsen twee en drie, respectievelijk Takahiko Kozuka en Artoer Gatsjinski veroverden hun eerste WK medaille. De Japanner Kozuka veroverde met de zilveren medaille de zesde Japanse medaille in het mannentoernooi, in 1977 eindigde Minoru Sano en in 2002 en 2003 Takeshi Honda op de derde plaats en Daisuke Takahashi eindigde in 2007 als tweede en werd wereldkampioen in 2010.
Bij de vrouwen veroverde de Japanse Miki Ando voor de tweede keer de wereldtitel, in 2007 deed ze dit voor de eerste keer. Het was haar derde WK medaille, in 2009 werd ze tweede. De wereldkampioene van 2009, de Zuid-Koreaanse Kim Yu-na eindigde net als in 2010 op de tweede plaats, ze veroverde haar vijfde opeenvolgende medaille, in 2007 en 2008 werd ze derde. De Italiaanse Carolina Kostner legde beslag op de derde plaats en veroverde daarmee haar derde WK medaille, in 2005 werd ze ook derde en in 2008 tweede.
Bij het paarrijden behaalde het Duitse paar Aliona Savchenko / Robin Szolkowy hun derde wereldtitel, in 2008 en 2009 behaalden ze de titel eerder. Het was hun vijfde opeenvolgende medaille, in 2007 werden ze derde en in 2010 tweede. Het als paar debuterende Russische duo Tatjana Volosozjar / Maksim Trankov behaalden hun eerste WK medaille. De wereldkampioenen van 2006 en 2010, het Chinese paar Pang Qing / Tong Jian op plaats drie, veroverden ook hun vijfde medaille, in 2004 werden ze ook derde en in 2007 tweede.
Bij het ijsdansen werd het paar Meryl Davis / Charlie White het 27e paar dat de wereldtitel veroverde en het eerste paar uit de Verenigde Staten. Tot dit jaar werden er acht zilveren en zestien bronzen medailles door een Amerikaans paar behaald. Voor Davis / White was het hun tweede medaille, in 2010 werden ze tweede. De titelverdedigers, het Canadese paar Tessa Virtue / Scott Moir, eindigden op de tweede plaats. Ze stonden voor het vierde opeenvolgende jaar op het erepodium, in 2008 werden ze ook tweede en in 2009 derde. Het debuterende Amerikaanse paar broer en zus Maia en Alex Shibutani veroverden de bronzen medaille. Het was de tweede keer dat twee Amerikaanse ijsdansparen op het erepodium plaatsnam, in 1966 werd de zilveren en bronzen medaille gewonnen.
| Discipline | Goud                              | Zilver                              | Brons                           |
| ---------- | --------------------------------- | ----------------------------------- | ------------------------------- |
| Mannen     | Patrick Chan                      | Takahiko Kozuka                     | Artoer Gatsjinski               |
| Vrouwen    | Miki Ando                         | Kim Yu-na                           | Carolina Kostner                |
| Paren      | Aliona Savchenko / Robin Szolkowy | Tatjana Volosozjar / Maksim Trankov | Pang Qing / Tong Jian           |
| IJsdansen  | Meryl Davis / Charlie White       | Tessa Virtue / Scott Moir           | Maia Shibutani / Alex Shibutani |

## Uitslagen
| #                   | naam (deelname)           | land                         | punten    | korte kür     | vrije kür      | kwalificatie (vrije kür) |
| ------------------- | ------------------------- | ---------------------------- | --------- | ------------- | -------------- | ------------------------ |
| Goud                | Patrick Chan (4)          | Vlag van Canada              | 280.98 WR | 93.02 (1) WR  | 187.96 (1) WR  |                          |
| Zilver              | Takahiko Kozuka (4)       | Vlag van Japan               | 258.41 pr | 77.62 (6)     | 180.79 (2) pr  | 165.00 (1)               |
| Brons               | Artoer Gatsjinski         | Vlag van Rusland             | 241.86 pr | 78.34 (4) pr  | 163.52 (3) pr  |                          |
| 4                   | Michal Březina (2)        | Vlag van Tsjechië            | 233.61 pr | 77.50 (7)     | 156.11 (5) pr  | 130.87 (3)               |
| 5                   | Daisuke Takahashi (6)     | Vlag van Japan               | 232.97    | 80.25 (3)     | 152.72 (6)     |                          |
| 6                   | Nobunari Oda (5)          | Vlag van Japan               | 232.50    | 81.81 (2)     | 150.69 (9)     |                          |
| 7                   | Florent Amodio (2)        | Vlag van Frankrijk           | 229.68 pr | 77.64 (5)     | 152.04 (7)     |                          |
| 8                   | Brian Joubert (10)        | Vlag van Frankrijk           | 227.67    | 71.29 (9)     | 156.38 (4)     |                          |
| 9                   | Richard Dornbusch         | Vlag van Verenigde Staten    | 222.42 pr | 70.54 (11)    | 151.88 (8) pr  |                          |
| 10                  | Javier Fernández (5)      | Vlag van Spanje              | 218.26 pr | 69.16 (14)    | 149.10 (10) pr |                          |
| 11                  | Ross Miner                | Vlag van Verenigde Staten    | 217.93 pr | 70.40 (13) pr | 147.53 (11) pr |                          |
| 12                  | Tomáš Verner (9)          | Vlag van Tsjechië            | 216.87    | 75.94 (8)     | 140.93 (13)    |                          |
| 13                  | Ryan Bradley (3)          | Vlag van Verenigde Staten    | 212.71    | 70.45 (12)    | 142.26 (12)    |                          |
| 14                  | Denis Ten (3)             | Vlag van Kazachstan          | 209.99    | 71.00 (10)    | 138.99 (14)    |                          |
| 15                  | Peter Liebers (4)         | Vlag van Duitsland           | 205.59 pr | 67.73 (16) pr | 137.86 (15) pr | 129.89 (4) pr            |
| 16                  | Anton Kovalevski (6)      | Vlag van Oekraïne            | 201.64 pr | 65.16 (17)    | 136.48 (16) pr |                          |
| 17                  | Kevin Van der Perren (10) | Vlag van België              | 197.10    | 68.34 (15)    | 128.76 (18)    |                          |
| 18                  | Samuel Contesti (4)       | Vlag van Italië              | 196.40    | 64.59 (18)    | 131.81 (17)    |                          |
| 19                  | Jorik Hendrickx           | Vlag van België              | 188.24 pr | 60.74 (22)    | 127.50 (19) pr | 109.59 (10)              |
| 20                  | Kevin Reynolds (2)        | Vlag van Canada              | 187.23    | 64.36 (19)    | 122.87 (21)    |                          |
| 21                  | Paolo Bacchini            | Vlag van Italië              | 183.13 pr | 58.96 (23)    | 124.17 (20) pr | 122.29 (6) pr            |
| 22                  | Song Nan                  | Vlag van China               | 176.09    | 63.78 (20)    | 112.31 (23)    |                          |
| 23                  | Kim Lucine                | Vlag van Monaco              | 171.93 pr | 58.81 (24) pr | 113.12 (22)    | 117.78 (8) pr            |
| 24                  | Joey Russell              | Vlag van Canada              | 168.73    | 61.69 (21)    | 107.04 (24)    | 118.37 (7) pr            |
| Finale niet bereikt |                           |                              |           |               |                |                          |
| 25                  | Adrian Schultheiss (4)    | Vlag van Zweden              |           | 58.41 (25)    |                |                          |
| 26                  | Viktor Pfeifer (5)        | Vlag van Oostenrijk          |           | 56.68 (26)    |                | 123.22 (5) pr            |
| 27                  | Kim Min-seok (3)          | Vlag van Zuid-Korea          |           | 56.19 (27) pr |                | 98.67 (12)               |
| 28                  | Alexander Majorov         | Vlag van Zweden              |           | 54.24 (28)    |                | 136.64 (2) pr            |
| 29                  | Maxim Shipov (4)          | Vlag van Israël              |           | 50.10 (29)    |                | 116.42 (9) pr            |
| 30                  | Misha Ge                  | Vlag van Oezbekistan         |           | 49.61 (30)    |                | 109.39 (11)              |
| Alleen kwalificatie |                           |                              |           |               |                |                          |
|                     | Mark Webster (3)          | Vlag van Australië           |           |               |                | 95.84 (13) pr            |
|                     | Justus Strid              | Vlag van Denemarken          |           |               |                | 95.16 (14)               |
|                     | David Richardson          | Vlag van Verenigd Koninkrijk |           |               |                | 93.20 (15) pr            |
|                     | Tigran Vardanjan (4)      | Vlag van Hongarije           |           |               |                | 91.16 (16)               |
|                     | Mikael Redin (2)          | Vlag van Zwitserland         |           |               |                | 90.79 (17) pr            |
|                     | Kutay Eryoldaş (2)        | Vlag van Turkije             |           |               |                | 86.60 (18) pr            |
|                     | Stephen Li-Chung Kuo (2)  | Vlag van Taiwan              |           |               |                | 85.71 (19)               |
|                     | Bela Papp                 | Vlag van Finland             |           |               |                | 83.47 (20)               |
|                     | Harry Hau Yin Lee         | Vlag van Hongkong            |           |               |                | 82.39 (21) pr            |
|                     | Vitali Luchanok           | Vlag van Wit-Rusland         |           |               |                | 81.51 (22)               |
|                     | Sarkis Hajrapetjan (2)    | Vlag van Armenië             |           |               |                | 77.25 (23) pr            |
|                     | Georgi Kenchadze (3)      | Vlag van Bulgarije           |           |               |                | 73.72 (24) pr            |

| #                   | naam (deelname)          | land                         | punten    | korte kür     | vrije kür      | kwalificatie (vrije kür) |
| ------------------- | ------------------------ | ---------------------------- | --------- | ------------- | -------------- | ------------------------ |
| Goud                | Miki Ando (7)            | Vlag van Japan               | 195.79    | 65.58 (2)     | 130.21 (1)     |                          |
| Zilver              | Kim Yu-na (5)            | Vlag van Zuid-Korea          | 194.50    | 65.91 (1)     | 128.59 (2)     |                          |
| Brons               | Carolina Kostner (9)     | Vlag van Italië              | 184.68 pr | 59.75 (6)     | 124.93 (3) pr  |                          |
| 4                   | Alena Leonova (3)        | Vlag van Rusland             | 183.92 pr | 59.75 (5)     | 124.17 (4) pr  |                          |
| 5                   | Alissa Czisny (3)        | Vlag van Verenigde Staten    | 182.25 pr | 61.47 (4)     | 120.78 (5) pr  |                          |
| 6                   | Mao Asada (5)            | Vlag van Japan               | 172.79    | 58.66 (7)     | 114.13 (6)     |                          |
| 7                   | Ksenia Makarova (2)      | Vlag van Rusland             | 167.22    | 61.62 (3)     | 105.60 (9)     |                          |
| 8                   | Kanako Murakami          | Vlag van Japan               | 167.10    | 54.86 (10)    | 112.24 (7)     |                          |
| 9                   | Kiira Korpi (5)          | Vlag van Finland             | 164.80    | 55.09 (9)     | 109.71 (8) pr  |                          |
| 10                  | Elene Gedevanishvili (6) | Vlag van Georgië             | 156.24    | 51.61 (15)    | 104.63 (10) pr |                          |
| 11                  | Sarah Hecken (2)         | Vlag van Duitsland           | 155.83 pr | 52.73 (12)    | 103.10 (11) pr |                          |
| 12                  | Rachael Flatt (3)        | Vlag van Verenigde Staten    | 154.61    | 57.22 (8)     | 97.39 (14)     |                          |
| 13                  | Cynthia Phaneuf (4)      | Vlag van Canada              | 152.78    | 52.62 (13)    | 100.16 (12)    |                          |
| 14                  | Maé-Bérénice Méité       | Vlag van Frankrijk           | 150.44 pr | 53.26 (11) pr | 97.18 (15)     | 98.88 (1) pr             |
| 15                  | Joshi Helgesson          | Vlag van Zweden              | 149.08 pr | 50.25 (16)    | 98.83 (13) pr  | 91.70 (2)                |
| 16                  | Amélie Lacoste           | Vlag van Canada              | 144.76    | 51.98 (14)    | 92.78 (18)     | 87.04 (5)                |
| 17                  | Viktoria Helgesson (4)   | Vlag van Zweden              | 142.52    | 45.40 (24)    | 97.12 (16)     |                          |
| 18                  | Geng Bingwa              | Vlag van China               | 140.78    | 47.89(19)     | 92.89 (17) pr  |                          |
| 19                  | Ira Vannut               | Vlag van België              | 138.28    | 49.23 (17)    | 89.05 (20)     | 90.29 (4)                |
| 20                  | Juulia Turkkila          | Vlag van Finland             | 136.68 pr | 45.70 (22) pr | 90.98 (19)     | 86.49 (6) pr             |
| 21                  | Cheltzie Lee (3)         | Vlag van Australië           | 133.65    | 48.20(18)     | 85.45 (21)     |                          |
| 22                  | Elena Glebova (6)        | Vlag van Estland             | 124.78    | 46.28 (20)    | 78.50 (22)     | 76.13 (9)                |
| 23                  | Irina Movtsjan (5)       | Vlag van Oekraïne            | 123.15 pr | 45.68 (23)    | 77.47 (23) pr  | 75.96 (10) pr            |
| 24                  | Jenna McCorkell (7)      | Vlag van Verenigd Koninkrijk | 121.76    | 45.99 (21)    | 75.77 (24)     |                          |
| Finale niet bereikt |                          |                              |           |               |                |                          |
| 25                  | Sonia Lafuente (4)       | Vlag van Spanje              |           | 44.59 (25)    |                | 91.17 (3)                |
| 26                  | Karina Johnson (2)       | Vlag van Denemarken          |           | 42.19 (26) pr |                | 78.52 (7)                |
| 27                  | Bettina Heim (2)         | Vlag van Zwitserland         |           | 37.23 (27)    |                | 72.74 (12) pr            |
| 28                  | Daša Grm                 | Vlag van Slovenië            |           | 36.63 (28)    |                | 77.52 (8) pr             |
| 29                  | Belinda Schönberger      | Vlag van Oostenrijk          |           | 35.73 (29)    |                | 75.85 (11) pr            |
| 30                  | Viktória Pavuk (3)       | Vlag van Hongarije           |           | 33.70 (30)    |                |                          |
| Alleen kwalificatie |                          |                              |           |               |                |                          |
|                     | Roberta Rodeghiero       | Vlag van Italië              |           |               |                | 71.83 (13)               |
|                     | Sabina Măriuţă           | Vlag van Roemenië            |           |               |                | 68.63 (14) pr            |
|                     | Kwak Min-jeong (2)       | Vlag van Zuid-Korea          |           |               |                | 67.75 (15)               |
|                     | Birce Atabey             | Vlag van Turkije             |           |               |                | 67.11 (16) pr            |
|                     | Mericien Venzon          | Vlag van Filipijnen          |           |               |                | 66.94 (17) pr            |
|                     | Lejeanne Marais (3)      | Vlag van Zuid-Afrika         |           |               |                | 65.99 (18)               |
|                     | Hristina Vassileva (3)   | Vlag van Bulgarije           |           |               |                | 65.26 (19) pr            |
|                     | Melinda Wang (2)         | Vlag van Taiwan              |           |               |                | 63.32 (20) pr            |
|                     | Clara Peters (3)         | Vlag van Ierland             |           |               |                | 60.94 (21)               |
|                     | Taryn Jurgensen          | Vlag van Thailand            |           |               |                | 57.75 (22)               |
|                     | Mary Ro Reyes            | Vlag van Mexico              |           |               |                | 54.99 (23)               |
|                     | Georgia Glastris (2)     | Vlag van Griekenland         |           |               |                | 52.38 (24)               |
|                     | Marina Seeh (2)          | Vlag van Servië              |           |               |                | 52.20 (25)               |
|                     | Tiffany Packard Yu       | Vlag van Hongkong            |           |               |                | 51.72 (26) pr            |

| #                   | naam (deelname)                                 | land                         | punten    | korte kür     | vrije kür     |
| ------------------- | ----------------------------------------------- | ---------------------------- | --------- | ------------- | ------------- |
| Goud                | Aliona Savchenko (8) Robin Szolkowy (7)         | Vlag van Duitsland           | 217.85 pr | 72.98 (2)     | 144.87 (1) pr |
| Zilver              | Tatjana Volosozjar (8) Maksim Trankov (6)       | Vlag van Rusland             | 210.73 pr | 70.35 (3) pr  | 140.38 (2) pr |
| Brons               | Pang Qing (13) Tong Jian (13)                   | Vlag van China               | 204.12    | 74.00 (1)     | 130.12 (3)    |
| 4                   | Yuko Kawaguchi (8) Alexander Smirnov (5)        | Vlag van Rusland             | 187.36    | 62.54 (5)     | 124.82 (4)    |
| 5                   | Vera Bazarova (2) Joeri Larionov (2)            | Vlag van Rusland             | 187.13    | 64.64 (4) pr  | 122.49 (5)    |
| 6                   | Caitlin Yankowskas John Coughlin                | Vlag van Verenigde Staten    | 175.94 pr | 58.76 (8) pr  | 117.18 (6) pr |
| 7                   | Meagan Duhamel (3) Eric Radford                 | Vlag van Canada              | 173.03    | 58.83 (7)     | 114.20 (7)    |
| 8                   | Kirsten Moore-Towers Dylan Moscovitch           | Vlag van Canada              | 163.17    | 56.86 (10)    | 106.31 (8)    |
| 9                   | Narumi Takahashi Mervin Tran                    | Vlag van Japan               | 160.10    | 59.16 (6) pr  | 100.94 (10)   |
| 10                  | Stefania Berton (2) Ondřej Hotárek (4)          | Vlag van Italië              | 157.15    | 57.63 (9)     | 99.52 (11)    |
| 11                  | Amanda Evora (2) Mark Ladwig (2)                | Vlag van Verenigde Staten    | 155.91    | 54.64 (11)    | 101.27 (9)    |
| 12                  | Maylin Hausch (3) Daniel Wende (3)              | Vlag van Duitsland           | 149.65    | 53.90 (12)    | 95.75 (12)    |
| 13                  | Zhang Yue (2) Wang Lei (2)                      | Vlag van China               | 147.38 pr | 52.25 (13)    | 95.13 (13) pr |
| 14                  | Dong Huibo (3) Wu Yiming (3)                    | Vlag van China               | 137.35    | 49.29 (14)    | 88.46 (14)    |
| 15                  | Klára Kadlecová Petr Bidař                      | Vlag van Tsjechië            | 132.51    | 45.20 (15)    | 87.31 (15)    |
| 16                  | Natalja Zabijako Sergei Kulbach                 | Vlag van Estland             | 126.56 pr | 44.35 (16) pr | 82.21 (16) pr |
| Finale niet bereikt |                                                 |                              |           |               |               |
| 17                  | Stacey Kemp (6) David King (6)                  | Vlag van Verenigd Koninkrijk |           | 44.14 (17)    |               |
| 18                  | Adeline Canac (2) Yannick Bonheur (6)           | Vlag van Frankrijk           |           | 43.92 (18) pr |               |
| 19                  | Ljoebov Bakirova Mikalai Kamiantsjoek           | Vlag van Wit-Rusland         |           | 38.20 (19)    |               |
| 20                  | Danielle Montalbano (2) Evgeni Krasnopolski (2) | Vlag van Israël              |           | 37.43 (20) pr |               |
| 21                  | Stina Martini Severin Kiefer                    | Vlag van Oostenrijk          |           | 35.34 (21)    |               |
| 22                  | Alexandra Malakhova Leri Kenchadze              | Vlag van Bulgarije           |           | 30.10 (22) pr |               |

| #                   | naam (deelname)                              | land                         | punten    | korte kür     | vrije kür     | kwalificatie (vrije kür) |
| ------------------- | -------------------------------------------- | ---------------------------- | --------- | ------------- | ------------- | ------------------------ |
| Goud                | Meryl Davis (5) Charlie White (5)            | Vlag van Verenigde Staten    | 185.27 pr | 73.76 (2) pr  | 111.51 (1) pr |                          |
| Zilver              | Tessa Virtue (5) Scott Moir (5)              | Vlag van Canada              | 181.79 pr | 74.29 (1) pr  | 107.50 (2) pr |                          |
| Brons               | Maia Shibutani Alex Shibutani                | Vlag van Verenigde Staten    | 163.79 pr | 66.88 (4) pr  | 96.91 (3) pr  |                          |
| 4                   | Nathalie Pechalat (8) Fabian Bourzat (8)     | Vlag van Frankrijk           | 163.54    | 70.97 (3) pr  | 92.57 (6)     |                          |
| 5                   | Kaitlyn Weaver (3) Andrew Poje (3)           | Vlag van Canada              | 160.32 pr | 65.07 (7)     | 96.91 (4) pr  | 87.22 (1) pr             |
| 6                   | Jekaterina Bobrova (3) Dmitri Solovjov (3)   | Vlag van Rusland             | 160.23    | 65.88 (5) pr  | 94.35 (5)     |                          |
| 7                   | Jelena Ilinych Nikita Katsalapov             | Vlag van Rusland             | 154.50 pr | 65.51 (6) pr  | 88.99 (10)    |                          |
| 8                   | Anna Cappellini (5) Luca Lanotte (5)         | Vlag van Italië              | 153.77 pr | 64.12 (8) pr  | 89.65 (9) pr  |                          |
| 9                   | Madison Chock Greg Zuerlein                  | Vlag van Verenigde Staten    | 151.86 pr | 61.47 (9) pr  | 90.39 (7) pr  |                          |
| 10                  | Vanessa Crone (3) Paul Poirier (3)           | Vlag van Canada              | 151.13    | 61.01 (10)    | 90.12 (8)     |                          |
| 11                  | Nelli Zhiganshina (3) Alexander Gazsi (3)    | Vlag van Duitsland           | 140.95 pr | 55.53 (12)    | 85.42 (11) pr | 83.67 (2) pr             |
| 12                  | Pernelle Carron (3) Lloyd Jones              | Vlag van Frankrijk           | 140.86 pr | 57.68 (11) pr | 83.18 (12) pr |                          |
| 13                  | Cathy Reed (4) Chris Reed (4)                | Vlag van Japan               | 133.33 pr | 54.86 (13) pr | 78.47 (13) pr |                          |
| 14                  | Isabella Tobias Deividas Stagniūnas (4)      | Vlag van Litouwen            | 131.01 pr | 53.16 (14) pr | 77.85 (14) pr | 77.73 (3) pr             |
| 15                  | Siobhan Heekin-Canedy Alexander Shakalov (4) | Vlag van Oekraïne            | 128.70 pr | 52.31 (15) pr | 76.39 (15) pr | 75.00 (5) pr             |
| 16                  | Penny Coomes Nicholas Buckland               | Vlag van Verenigd Koninkrijk | 126.29 pr | 51.75 (17) pr | 74.54 (16) pr |                          |
| 17                  | Huang Xintong (3) Zheng Xun (3)              | Vlag van China               | 123.01    | 52.17 (16)    | 70.84 (17)    | 75.45 (4)                |
| 18                  | Allison Reed (2) Otar Japaridze (2)          | Vlag van Georgië             | 120.11 pr | 49.44 (19) pr | 70.67 (18)    | 70.90 (6) pr             |
| 19                  | Charlène Guignard Marco Fabbri               | Vlag van Italië              | 120.02 pr | 49.80 (18) pr | 70.22 (19) pr |                          |
| 20                  | Louise Walden Owen Edwards                   | Vlag van Verenigd Koninkrijk | 116.52    | 46.73 (20) pr | 69.79 (20) pr | 68.58 (9) pr             |
| Finale niet bereikt |                                              |                              |           |               |               |                          |
| 21                  | Dóra Turóczi Balázs Major                    | Vlag van Hongarije           |           | 45.41 (21) pr |               |                          |
| 22                  | Lucie Myslivečková (3) Matěj Novák (3)       | Vlag van Tsjechië            |           | 45.02 (22)    |               | 68.96 (8) pr             |
| 23                  | Sara Hurtado Adrià Díaz                      | Vlag van Spanje              |           | 44.98 (23)    |               | 70.26 (7)                |
| 24                  | Brooke Frieling Lionel Rumi                  | Vlag van Israël              |           | 44,43 (24) pr |               |                          |
| 25                  | Ramona Elsener Florian Roost                 | Vlag van Zwitserland         |           | 41.58 (25)    |               | 67.94 (10)               |
| Alleen kwalificatie |                                              |                              |           |               |               |                          |
|                     | Kira Geil (2) Tobias Eisenbauer              | Vlag van Oostenrijk          |           |               |               | 64.55 (11) pr            |
|                     | Danielle O'Brien (4) Gregory Merriman (4)    | Vlag van Australië           |           |               |               | 63.57 (12) pr            |
|                     | Zsuzsanna Nagy (2) Máté Fejes (2)            | Vlag van Hongarije           |           |               |               | 58.70 (13)               |
|                     | Katelyn Good (2) Nikolaj Sørensen (2)        | Vlag van Denemarken          |           |               |               | 57.04 (14) pr            |
|                     | Corenne Bruhns Benjamin Westenberger         | Vlag van Mexico              |           |               |               | 55.51 (15) pr            |
|                     | Kristina Tremasova Dimitar Lichev            | Vlag van Bulgarije           |           |               |               | 55.37 (16) pr            |
|                     | Lesia Valadzenkava Vitali Vakunov            | Vlag van Wit-Rusland         |           |               |               | 54.43 (17) pr            |

Medaillewinnaars

Mannen · 
Vrouwen ·
Paren · 
IJsdansen

 Toernooi

1896 · 
1897 · 
1898 · 
1899 · 
1900 · 
1901 · 
1902 · 
1903 · 
1904 · 
1905 · 
1906 · 
1907 · 
1908 · 
1909 · 
1910 · 
1911 · 
1912 · 
1913 · 
1914 · 
1915-1921 · 
1922 · 
1923 · 
1924 · 
1925 · 
1926 · 
1927 · 
1928 · 
1929 · 
1930 · 
1931 · 
1932 · 
1933 · 
1934 · 
1935 · 
1936 · 
1937 · 
1938 · 
1939 ·
1940-1946 · 
1947 · 
1948 · 
1949 · 
1950 · 
1951 · 
1952 · 
1953 · 
1954 · 
1955 · 
1956 · 
1957 · 
1958 · 
1959 · 
1960 · 
1961 · 
1962 · 
1963 · 
1964 · 
1965 · 
1966 · 
1967 · 
1968 · 
1969 · 
1970 · 
1971 · 
1972 · 
1973 · 
1974 · 
1975 · 
1976 · 
1977 · 
1978 · 
1979 · 
1980 · 
1981 · 
1982 · 
1983 · 
1984 · 
1985 · 
1986 · 
1987 · 
1988 · 
1989 · 
1990 · 
1991 · 
1992 · 
1993 · 
1994 · 
1995 ·
1996 · 
1997 · 
1998 · 
1999 · 
2000 · 
2001 · 
2002 · 
2003 · 
2004 · 
2005 · 
2006 ·
2007 ·
2008 ·
2009 ·
2010 ·
2011 ·
2012 ·
2013 ·
2014 ·
2015 ·
2016 ·
2017 ·
2018 ·
2019 · 
2020 · 
2021 ·
2022 ·
2023 ·
2024

 ISU-kampioenschappen

WK kunstschaatsen junioren ·
EK kunstschaatsen ·
Viercontinentenkampioenschap ·
Olympische Spelen